# 視能訓練
視能訓練（しのうくんれん）は、リハビリテーション訓練のうち、主に斜視や弱視の回復（両眼視機能の改善）を目的として、医師の指導のもと専門の視能訓練士が行うもの。視力障害防止の指導も担当する。